# Хутор Озерки
Хутор Озерки — деревня в Щёкинском районе Тульской области в составе Яснополянского сельского поселения.

## География
Находится в центральной части Тульской области на расстоянии приблизительно 3 км на юг по прямой от юго-западной окраины города Щёкино, административного центра района.

## История
В 1859 году здесь (деревня Озерок Крапивенского уезда Тульской губернии) было учтено 5 дворов, рядом был также хутор Озерки с 1 двором, в 1926 (уже единый населенный пункт) — 77, в конце 1930-х годов — 20.

## Население
Постоянное население составляло 39 человек в деревне и 10 на хуторе (1859 год), 414 (1926), 10 (русские 100 %) в 2002 году, 17 в 2010.